# ARA Espora (D-21)
El ARA Espora (D-21) fue un destructor de la Armada Argentina, cedido por los Estados Unidos, bajo las condiciones de un programa de asistencia militar. Bajo la bandera estadounidense se denominaba USS Dortch (DD-670), y fue un destructor de la Segunda Guerra Mundial de la Clase Fletcher.

## Historia

### Servicio en los Estados Unidos

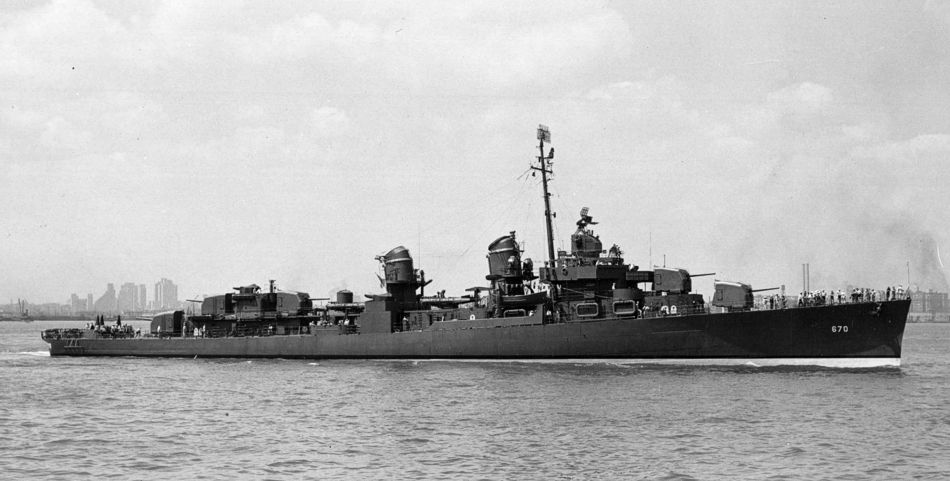
El USS Dortch (DD-670) durante la Segunda Guerra Mundial.

La Armada de los Estados Unidos puso al DD-670 el nombre Dortch por Isaac Foote Dortch.
Durante octubre y noviembre de 1943, el Dortch navegó a Trinidad, en las Indias Occidentales Británicas, donde se desempeñó como protector y pantalla del USS Langley, durante la prueba del mismo. El Dortch zarpó de Norfolk, el 3 de diciembre para proteger al recientemente asignado USS Intrepid y llegó a Pearl Harbor el 28 de diciembre.
El Dortch sirvió de pantalla de la Fuerza de Tareas de Portaviones Rápida (FT 58) durante la toma y ocupación de las islas Marshall, el 29 de enero de 1944. La nave participó en las incursiones iniciales en Truk, el 16 y 17 de febrero, y en las Marianas el 23 de febrero, y luego navegó con la Task Force que proporciona cobertura aérea a los aterrizajes en la isla de Emirau en el mes de marzo. Ese mismo mes se reunió con la FT para las incursiones en Palaos, Yap, Ulithi y Woleai del 30 de marzo al 1 de abril; apoyo a la operación Hollandia en Nueva Guinea el 21 y 22 de abril, y una segunda incursión en Truk del 29 de abril al 1 de mayo.
Después de revisar los portadores de acompañamiento en Pearl Harbor, el Dortch regresó a la FT para la captura y ocupación de Saipán, la detección de los portaaviones mientras luchaban y la victoria en la decisiva batalla del Mar de Filipinas. Durante la invasión a Guam, el Dortch patrullaba al oeste de la isla como salvavidas y director de combate naval, así como intentando detectar los portaaviones japoneses que proporcionan apoyo aéreo a las tropas en tierra.
El Dortch entró en acción en las incursiones de la Quinta Flota sobre las islas de Ogasawara del 4 al 5 de agosto de 1944, y luego regresó para cubrir los aterrizajes en Peleliu en las islas Palau, el 15 de septiembre. El barco se quedó con los portaaviones ligeros mientras las aviones de estos atacaban aeródromos e instalaciones en Nansei Shoto, Formosa, Luzón, y en la costa china para neutralizar las bases japonesas en la preparación para la invasión de las Filipinas. La nave continuó protegiendo a los portaaviones, ya que lanzaron ataques contra la flota japonesa en la batalla por el golfo de Leyte del 24 al 25 de octubre.
El 10 de febrero de 1945, el Dortch pasó en una línea de exploración por delante de TF 58 para el ataque a la zona de la ahía de Tokio, el 16 y el 17 de febrero. En los siguientes días el Dortch, juntó al USS Clarence K. Bronson, fueron atacado y seriamente dañado por un buque enemigo; el Dortch sufrió 14 heridos en la acción. El día 19 estaba fuera de Iwo Jima durante los desembarcos de asalto, y siguió patrullando fuera de la isla en el día y siendo pantalla para los portaaviones en la noche. La nave se reunió con los portaaviones para incursiones en Tokio el 25 de febrero, y para los ataques y las misiones de reconocimiento militar sobre Okinawa el 1 de marzo. Volviendo al deber en Iwo Jima, el Dortch navegó el 29 de marzo para una revisión en la costa oeste, llegando a San Francisco el 21 de abril. El Dortch se puso en marcha el 9 de julio de 1945, y bombardeó la isla Wake, el 8 de agosto, mientras que se preparaba para ir a Guam. El 27 de agosto entró en la bahía de Tokio, y sirvió en la ocupación de Japón y de sus pertenencias hasta que fue retiradó a los Estados Unidos el 5 de diciembre de 1945. Se colocó fuera de la comisión y en reserva en Charleston, Carolina del Sur, el 19 de julio de 1946.

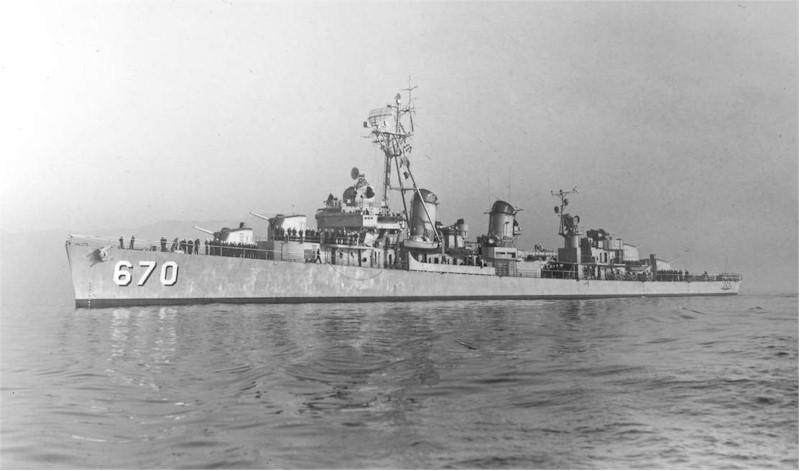
El USS Dortch en el Mediterráneo, en 1957.

Recomisionado el 4 de mayo de 1951, el Dortch fue asignado a la Flota del Atlántico, y desde Newport, Rhode Island, operaba en la costa este y en el Caribe. En agosto de 1952, se embarcó para tomar parte en la Operación Mainbrace OTAN de Noruega y Dinamarca, volviendo a Newport el 9 de octubre. El 27 de abril de 1953 se dirigió hacia el Pacífico, y fue operado con el TF 77 de Corea hasta octubre. Allí, salvó a 27 pilotos caídos en el mar, y derribó cinco aviones enemigos. Continuó hacia el oeste hasta completar la vuelta al mundo, volviendo a Newport en diciembre. En 1954/55 y 1957 se desempeñó en la Sexta Flota en el Mediterráneo, patrullando fuera de la Franja de Gaza, donde las condiciones siguieron siendo tensas después de la crisis de Suez, durante la última travesía. El Dortch continuó sus operaciones de la costa este y el Caribe hasta que se colocó de nuevo fuera de servicio en la reserva el 13 de diciembre de 1957.
El USS Dortch recibió ocho estrellas de batalla por su servicio en la Segunda Guerra Mundial y una de servicio en la guerra de Corea.

### Servicio en Argentina
Los Estados Unidos cedieron el USS Dortch (DD-670) a Argentina junto a los USS Heermann (DD-532) y el USS Stembel (DD-644). El 19 de agosto de 1961 la Armada Argentina tomó posesión del buque, al que bautizó ARA Espora (D-21). El 24 de mayo de 1962 recaló en el puerto de Buenos Aires y el 1 de junio del mismo año fue incorporado por la 2.ª División de Destructores, en la Base Naval Puerto Belgrano.
Como parte del bloqueo contra la población cubana, se desarrolló la operación Cuarentena de la Organización de los Estados Americanos, cuyo fin era imponer un bloqueo naval para impedir la llegada por vía marítima de los elementos para impedir el desarrollo de la instalación de misiles nucleares por parte del personal militar soviético. Las armadas realizaron una operación combinada en la cual participaron los destructores argentinos, Espora y Rosales, llegando el 10 de noviembre de 1962 a la base naval de Chaguaramas, en la isla de Trinidad, pasando a formar parte de la Fuerza de Tareas 137 al mando del contraalmirante John A. Tyree.
Allí, el Espora patrulló 86 veces, interceptando 27 navíos extranjeros y 20 117 km en aguas no nacionales, estando bajo el mando del capitán de fragata Julio A. Vázquez.
El 19 de diciembre de 1962, al finalizar la operación, volvió junto al Rosales a Puerto Belgrano.
En noviembre de 1974 realizó su último viaje para la Armada Argentina. En 1978, después de años de guardado, fue puesto en venta, y en febrero de 1979 fue comprado por la empresa Aranta para proceder al desguace.

## Su nombre
Fue el cuarto buque de la Armada Argentina en llevar este nombre, en homenaje al coronel de marina Tomás Domingo de los Dolores Espora. Sus antecesores fueron: el bergantín Espora; el vapor de guerra Coronel Espora y el torpedero de mar ARA Espora.